# 王怀琛
王懷琛（1890年—1971年），江蘇蘇州府元和縣人，中华人民共和国政治人物。王同愈長子。
担任华东钢铁公司总工程师。1954年，当选第一届全国人民代表大会代表。